# Моравица
Мо́равица (серб. Моравица) или Голийская Моравица (серб. Голијска Моравица) — река в западной Сербии.
Длина — 98 км, площадь бассейна — 1486 км².
Река образуется в Голицких горах на западе Сербии, недалеко от села Сьеница. При слиянии рек Детина и Моравица, восточнее сербского города Пожега, образуется река Западная Морава.

## Название
Название обозначает на сербском языке «маленькая Морава». Историческое название реки «Моравы Сербской».
Моравичский округ также получил название от этой реки.